# تماشاخانه الکساندر
تئاتر الکساندر (انگلیسی: Alexander Theater)، (فنلاندی: Aleksanterin teatteri, سوئدی: Alexandersteatern) یک تئاتر فنلاندی در هلسینکی است که به تئاتر روسی نیز معروف بوده‌است.

## پیشینه
در تابستان ۱۸۷۵، کنت نیکولای آدلبرگ فرماندار کل دوک‌نشین بزرگ فنلاند از الکساندر دوم اجازه ساخت بنای تئاتر روسی را گرفت تا محلی برای علاقه‌مندان به این هنر برای روس‌های ساکن هلسینکی فراهم شود.
این ساختمان توسط سرهنگ پیوتر پتروویچ بنارد طراحی شد. معماری سالن تماشاخانه توسط معمار سن پترزبورگی جرونیمو سوهوسکی انجام شد و هنرمند فنلاندی سورین فالکمن نقاشی‌های سقف را تزئین کرد که حاوی ۱۲ جام است که یادآور تالار مارینسکی در سن پترزبورگ است. تئاتر در اکتبر ۱۸۷۹ تکمیل و در فوریه ۱۸۸۰ به نام الکساندر دوم نامگذاری شد.
اولین اجرا در ۳۰ مارس ۱۸۸۰ با اجرای فاوست شارل گونود انجام شد.
در سال ۱۹۱۸ اپرا و باله ملی فنلاند به تئاتر الکساندر منتقل شد و تا سال ۱۹۹۳ در این بنا باقی ماند. پس از انتقال اپرا و باله ملی فنلاند به بنای جدید، تئاتر الکساندر نام تاریخی و قبلی خود را به دست آورد و بار دیگر به محل تئاتر بدل شد.